# Babeu II

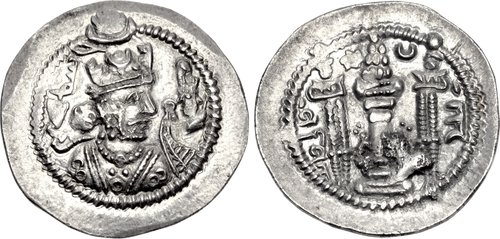
Dracma do xá Zamasfes

Babeu II (em latim: Babeaus II), também chamado Babouai II ou Babai, foi um patriarca da Igreja do Oriente entre 493-502, sucessor de Acácio. Era filho de um persa chamado Hormisda, que era possivelmente zoroastrista; segundo a Crônica de Sirte, foi semelhante ao astrólogo cristão do rei Zamasfes (r. 496–498). Era um homem idoso, casado e pai de família, e sua esposa ajudou-o na direção da Igreja. Segundo Mari ibne Solimão, não sabia ler nem escrever. Realizou um concílio em 499, que anulou os anátemas recíprocos entre os apoiantes de Babeu, Barsauma e Acácio, e confirmou as orientações dadas por Barsauma a Igreja do Oriente: a teologia de Teodoro de Mopsuéstia e o casamento dos clérigos. O concílio decretou que os bispos deveriam se reunir a cada quatro anos, sob presidência do católico.